# Меллерова, София
София Меллерова или Зофья Мэллер (пол. Zofia Mellerowa; 1848 или 1842, Варшава — 29 января 1909, Варшава) — польская писательница, драматург и переводчица

, работавшая в эпоху позитивизма. Хозяйка литературного салона в Варшаве. Имя при рождении Зофия Верги.

## Биография
Зофия Верги родилась в 1842 году в городе Варшаве, происходила из семьи греческих промышленников Верги.
Свою литературную карьеру она начала в польской столице в 1864 году, где и получила образование. Чтобы подписывать свои произведения С. Верги использовала псевдоним «Wiktor Burzan».

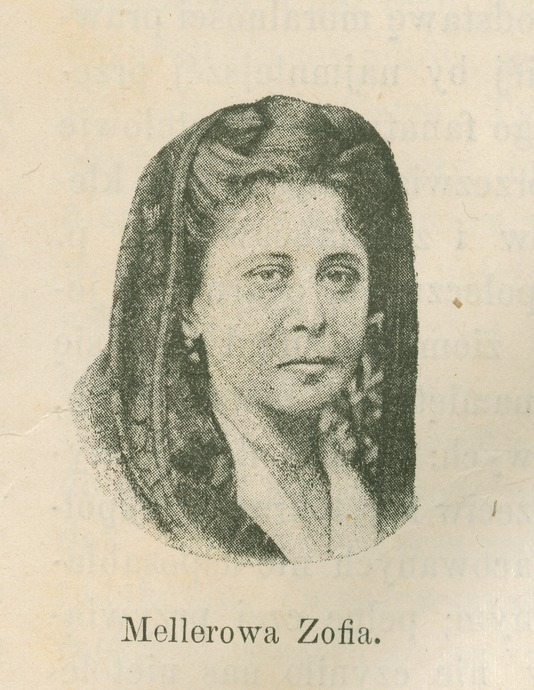
София Меллерова, 1890

Примерно в это время она вышла замуж за Яна Меллера, музыкального репетитора и дирижёра хоров Варшавской оперы.
Сперва, на протяжении трёх лет, София Меллерова переводила французские комедии для театров, в том числе таких именитых авторов, как Октав Фёйе («Седые волосы, пепельница») и Дельфина де Жирарден («Шляпа часовщика»).
В 1867 году София Меллерова дебютировала на литературном поприще как самостоятельный автор со своей пьесой «Золотое руно».
В последующие годы она написала много одноактных пьес, некоторые из которых не публиковались в печати. Некоторые её пьесы были отмечены наградами драматических конкурсов. Наибольшую популярность получили драматические переработки произведений Юзефа Игнация Крашевского и Генрика Сенкевича, подготовленные совместно с Яном Канти Галасевичем. С большим успехом шли на польских сценах комедии «Złoteruno», «Postanowenia», «Wanda», «Nebezpieczne lekarstwo», «Zyzio», «Dwie miary».
В 1870-х годах София Меллерова руководила литературным салоном в родном городе, собиравшим творческих людей из литературной и театральной среды. Кроме того, в 1874 году, С. Меллеровой был издан большой роман «Grochowe Wianki».
В 1893–1894 годах она публиковала переписку из поездки в Италию в нескольких варшавских журналах.
София Меллерова скончалась 	29 января 1909 года в городе Варшаве.